# Herman Dooyeweerd
Herman Dooyeweerd (7 de outubro de 1894, Amsterdã - 12 de fevereiro de 1977, Amsterdã) foi professor de direito e jurisprudência na Universidade Livre de Amsterdã, Amsterdã de 1926 a 1965. Ele também foi um filósofo e fundador principal da Filosofia Reformacional - um movimento iniciado por Dooyeweerd e D.H. Th. Vollenhoven que buscava desenvolver o pensamento filosófico em uma direção cristã radicalmente reformada -, significativo dentro da escola de pensamento do neocalvinista (ou kuyperiana). Dooyeweerd fez várias contribuições à filosofia e outras disciplinas acadêmicas sobre a natureza da diversidade e coerência na experiência cotidiana, as condições transcendentais para o pensamento teórico, a relação entre religião, filosofia e teoria científica, e uma compreensão do significado, do ser, do tempo e do eu.
Dooyeweerd é mais famoso por seu conjunto de quinze aspectos (ou 'modalidades', 'aspectos modais' ou 'esferas modais'), que são maneiras distintas em que a realidade existe, tem significado, é experimentada e ocorre. Este conjunto de aspectos está encontrando aplicação na análise prática, pesquisa e ensino em diversos campos como meio ambiente construído, sustentabilidade, agricultura, negócios, sistemas de informação e desenvolvimento. Danie Strauss, editor na Collected Works de Dooyeweerd, forneceu uma visão sistemática da filosofia de Dooyeweerd.

## Críticas de Dooyeweerd à filosofia
Dooyeweerd fez críticas imanentes e transcendentais à filosofia ocidental, seguindo as tradições da filosofia continental.
Em sua crítica imanente, ele buscou compreender a obra de cada pensador filosófico ou de cada tradição por dentro, e desvendar, em seus próprios termos, seus pressupostos básicos, para revelar problemas profundos. Por essa crítica imanente de pensadores filosóficos dos gregos pré-socráticos em diante até meados do século XX (incluindo o período medieval, nos períodos modernos), Dooyeweerd afirmou ter demonstrado que o pensamento teórico sempre foi baseado em pressuposições de uma religião natureza, que ele chamou de motivos básicos. Um motivo básico é uma força motriz espiritual que impele cada pensador a interpretar a realidade sob sua influência. Dooyeweerd identificou quatro motivos fundamentais do pensamento ocidental, três deles de natureza dualística:
1. a divisão Forma-Matéria do pensamento grego
2. o motivo Criação-Queda-Redenção do pensamento bíblico (hebraico, semítico)
3. a divisão Natureza-Graça do pensamento escolar medieval
4. a divisão Natureza-Liberdade do pensamento iluminista e humanístico

Isso significa que o pensamento teórico nunca foi neutro ou autônomo do pensador.
No entanto, Dooyeweerd permaneceu insatisfeito "com um argumento que mostra que de fato a filosofia sempre foi influenciada por convicções religiosas". Em vez disso, "Ele quer mostrar que não pode ser de outra forma, porque faz parte da natureza da filosofia ou do pensamento teórico".
Isso levou Dooyeweerd a empreender uma crítica transcendental do pensamento teórico, do tipo pioneiro de Immanuel Kant. Considerando que Kant e Husserl buscaram as condições que tornam o pensamento teórico possível, eles ainda pressupõem que uma atitude teórica é possível. Dooyeweerd procurou compreender as condições que tornam possível uma atitude teórica, e argumentou que todo pensamento teórico ocorre com referência a uma "Origem do Significado", que é um motivo básico ao qual aderimos extra-racionalmente. Isso significa que o pensamento teórico nunca pode ser neutro ou autônomo do pensador.
A partir disso, Dooyeweerd argumentou que toda filosofia "boa" aborda três partes fundamentais de uma ideia:
1. mundo
2. coerência de racionalidades
3. origem do significado

Isso, ele propôs, pode permitir que abordagens teóricas e filosóficas díspares entrem em diálogo umas com as outras, desde que cada pensador admita abertamente seu próprio motivo básico. Dooyeweerd, consequentemente, tornou muito explícito seu próprio fundamento na Criação-Queda-Redenção, com um sabor neocalvinista e uma dívida para com Abraham Kuyper.

## Filosofia cosmonômica de Dooyeweerd
A filosofia cosmonômica de Dooyeweerd é diferente da filosofia mais existente em pelo menos três maneiras, que se entrelaçam:
Em primeiro lugar, leva a sério a atitude pré-teórica do pensamento, como ponto de partida para começar a compreender o que torna o pensamento teórico possível. A maioria dos outros pensamentos filosóficos começa pressupondo uma atitude teórica e ignora a experiência cotidiana ou tenta explicá-la teoricamente, pressupondo a possibilidade do pensamento teórico como um caminho para o conhecimento. Ao tornar a possibilidade do pensamento teórico um problema filosófico a ser abordado, Dooyeweerd foi mais fundo e mais longe do que Kant, Husserl e Heidegger e outros.
Em segundo lugar, está enraizado em diferentes pressuposições ('motivos básicos') sobre a natureza da realidade, que são de natureza religiosa. Enquanto a filosofia grega está enraizada na divisão Forma / Matéria, o pensamento Escolástico do Cristianismo medieval na divisão Natureza / Graça e a filosofia Humanística na divisão Natureza / Liberdade, Dooyeweerd começou a partir da ideia bíblica de Criação, Queda e Redenção. Pode-se dizer que ele explorou as implicações filosóficas (em vez de teológicas) dessa ideia. Ele chamou sua filosofia de "filosofia cristã", embora o que normalmente afirma esse rótulo seja de natureza escolástica e muito diferente.

Terceiro, postula que Significado é mais fundamental do que Ser ou Processo. Dooyeweerd expressou isso:
O significado é o ser de tudo o que é criado, e até mesmo de nossa individualidade e até mesmo da natureza de nossa individualidade. Tem uma raiz religiosa e uma origem divina. 
O significado se origina no Criador (Deus) e não na atribuição humana soberana. Todas as coisas, não apenas aquelas relacionadas com a humanidade, são significativas. Estritamente, Dooyeweerd diz, as coisas são, ao invés de ter, um Significado. Assim, o significado é como um oceano no qual nadamos, um facilitador de toda a nossa existência e funcionamento, ao invés de uma propriedade que atribuímos às coisas ou palavras.

### Diversidade da ciência
Isso tem implicações para a ciência. A ciência - sejam ciências matemáticas, naturais, humanas ou sociais - é vista como a abstração de certos aspectos para o estudo. Por exemplo, embora um advogado e um biólogo possam estudar as mesmas coisas (digamos, impressões digitais), eles estão interessados em aspectos diferentes. Eles estão olhando para o significado de uma coisa com um foco diferente, embora igualmente preocupados com o que é real. As percepções da realidade através deste tipo de atitude científica, selecionando um aspecto como distinto de outros para estudo, serão necessariamente governadas por pressupostos fundamentais sobre como esses vários tipos de significado estão relacionados uns aos outros em um todo coerente, pertencendo à gama total de todas as experiências.
Da mesma forma, na vida cotidiana, podemos estar atentos a aspectos distintos, embora na maioria das vezes funcionemos neles tacitamente.

### Aspectos
A colocação do significado como fundamental, e a prioridade dada à nossa experiência pré-teórica de significado diverso, leva o pensador a perguntar: que maneiras existem de ser significativo, que não podem ser reduzidas umas às outras? Quais são os diferentes aspectos das coisas? Ele delineou quinze, que não são meras categorias, mas modalidades (modos de ser, funcionar, etc.):
- Aspecto quantitativo: quantidade
- Aspecto espacial: extensão contínua
- Aspecto cinemático: movimento fluido
- Aspecto físico: energia, matéria
- Aspecto biótico / orgânico: funções vitais, auto-manutenção
- Aspecto sensível / psíquico: sentimento e resposta
- Aspecto analítico: distinção, conceituação
- Aspecto formativo: poder formativo, realização, tecnologia, técnica
- Aspecto lingual: comunicação simbólica
- Aspecto social: interação social
- Aspecto econômico: uso frugal de recursos
- Aspecto estético: harmonia, surpresa, diversão
- Aspecto jurídico: devido (direitos, responsabilidade)
- Aspecto ético: amor abnegado
- Aspecto Pístico: fé, visão, compromisso, crença

Dooyeweerd afirmou que, uma vez que a descoberta deles é abordada por nosso funcionamento teórico, que é falível, nenhum conjunto de aspectos, incluindo o seu próprio, pode "reivindicar a conclusão material".

### Implicações dos aspectos
Resumidamente, os aspectos são maneiras de ter significado e são o "lado da lei" da realidade criada. Tudo o que ocorre o faz 'respondendo' às leis de cada aspecto (isto é, estando sujeito às suas leis). por exemplo, ondas físicas ou partículas ocorrem pelas leis do aspecto físico, a poesia ocorre pelas leis do aspecto estético. Assim, cada aspecto ou 'esfera da lei' pode ser visto como definindo um tipo distinto de possibilidade.
Os aspectos anteriores são determinantes; os posteriores são normativos. Os seres humanos funcionam como sujeitos em ou para todos os aspectos, os animais como sujeitos até o aspecto sensível, as plantas até o biótico e as coisas não vivas até o físico. Enquanto você está lendo isso, você está funcionando lingualmente, entendendo-o, analiticamente, conceitualizando, sensivelmente, vendo ou ouvindo, etc. Na verdade, todo o nosso funcionamento é multifacetado, embora alguns aspectos possam estar latentes.
As coisas existem por referência a cada aspecto. Por exemplo, um carro existe fisicamente como uma carga de aço, plástico, etc., cinematicamente como um meio de transporte, socialmente como um símbolo de status, economicamente como um dente em nossas finanças, esteticamente como uma coisa bela, bioticamente como um poluidor, pisticamente como um ídolo, e assim por diante. O ser das coisas é multifacetado em princípio.
O conhecimento pode ser visto como um conhecimento multifacetado. Por exemplo, o conhecimento analítico fornece categorias e teorias, o conhecimento formativo fornece habilidades, o conhecimento lingual fornece 'corpos de conhecimento' como encontrados em bibliotecas, e assim por diante.
Cada aspecto define uma racionalidade diferente. Desta forma, Dooyeweerd ecoa Winch e Habermas, embora com mais precisão.

## Obras e legado
Dooyeweerd tentou fornecer uma filosofia que explicasse não apenas as diferenças na realidade não humana, mas também, entre um pensador e outro. Seguindo Abraham Kuyper e outros Neo-Calvinistas anteriores, Dooyeweerd tentou descrever a realidade como uma criação de Deus, que tem seu significado vindo de Deus. Esse significado dado por Deus é exibido em todos os aspectos da realidade temporal - o que tem implicações para a ciência.
Por exemplo, embora um advogado e um biólogo possam estudar as mesmas coisas (digamos, impressões digitais), eles estão interessados em aspectos diferentes. Eles estão olhando para o significado de uma coisa com um foco diferente, embora igualmente preocupados com o que é real. As percepções da realidade através deste tipo de atitude científica, selecionando um aspecto como distinto de outros para estudo, serão necessariamente governadas por pressupostos fundamentais sobre como esses vários tipos de significado estão relacionados uns aos outros em um todo coerente, pertencendo à gama total de todas as experiências. Dooyeweerd argumentou que isso mostrava a necessidade de uma filosofia consistente e radicalmente cristã que ele procurou fornecer. Além disso, ele tentou mostrar que até mesmo a imaginação dos homens faz parte dessa mesma realidade criada, e mesmo quando equivocados eles não podem escapar de estar sujeitos ao governo de Deus exposto pela revelação cristã.
Dooyeweerd conscientemente permitiu que sua perspectiva cristã guiasse seu entendimento, mas em um modo de pensamento mais filosófico do que teológico. Ele acreditava que isso permitia ao filósofo obter uma compreensão do princípio pelo qual a diversidade de significado é mantida como uma unidade, enquanto ele direciona seu pensamento para a origem das coisas, que é Deus, e o propósito de Deus para fazer as coisas, que é encontrado em Cristo. Essa orientação religiosa básica deve afetar a maneira como o cristão entende as coisas. Em contraste com um tipo dualista de motivo religioso fundamental, Dooyeweerd sugeriu que a orientação básica do cristão para o mundo deve ser derivada não da especulação humana, mas dos propósitos revelados de Deus: Criação, Queda no pecado e Redenção em Cristo. Este motivo fundamental religioso cristão é uma postura fundamentalmente diferente em relação às coisas, em comparação com, digamos, o esquema "Forma / Matéria" dos gregos, a síntese "Natureza / Graça" do Cristianismo Medieval ou a "Natureza / Liberdade"abordagem do Iluminismo, todas as quais são orientações divididas contra si mesmas por sua confiança em dois princípios contraditórios. Embora a visão religiosa cristã das coisas como criadas, caídas e redimidas muitas vezes tenha sido combinada com esquemas especulativos e dualistas, ela nunca se tornou totalmente identificada com eles, de modo que há continuidade histórica no pensamento cristão, apesar do fato de ter sofrido numerosas mudanças significativas, na visão de Dooyeweerd. Mas o fato de que eles são capazes de ser combinados de forma convincente expõe as regras transcendentais às quais as teorias falsas e verdadeiras estão sujeitas.
Um motivo religioso fundamental é uma força motriz espiritual que impele cada pensador a interpretar a realidade sob sua influência. Dooyeweerd escreveu que, no caso de pensadores que presumem que o pensamento humano é autônomo, que operam pelo ditado de que não importa se Deus existe ou não, o compromisso básico de tal pensador com o pensamento autônomo o força a escolher algum aspecto do a criação como origem de todo significado. Ao fazer isso, o pensador supostamente autônomo é feito cativo de uma espécie de ídolo de sua própria criação, que dobra seu entendimento para se conformar com seus ditames, de acordo com Dooyeweerd.
Embora ele conscientemente exponha a natureza religiosa de sua filosofia, Dooyeweerd sugere que, na verdade, todo pensamento é inescapavelmente religioso em caráter. Essa marca religiosa é disfarçada quando a suposta origem do significado, para a qual vários pensadores dirigem seu pensamento, não é chamada de Deus, mas sim algum aspecto da criação. Isso, sugere ele, explica por que a ciência humanística produzirá ideologias amargamente conflitantes. Ajuda a localizar a "antítese", fonte de diferenças irredutíveis, entre várias perspectivas. A "antítese" deve ser considerada uma questão fundamental, em qualquer filosofia completa, e essa antítese é de natureza religiosa, de acordo com Dooyeweerd.
Contracção linguagem e conceitos de uma grande variedade de escolas filosóficas, especialmente Edmund Husserl, a escola Marburg de neo-kantismo, Ernst Cassirer de Filosofia das formas simbólicas - e, como alguns afirmam, Franz Xaver von Baader, Dooyeweerd constrói sobre esta base de uma suposta "antítese" para fazer distinções entre um tipo de pensamento e outro, teorizando que diversos tipos de pensamento revelam diversos tipos de significado, e que esse significado corresponde de alguma forma ao estado real das coisas.
Dooyeweerd desenvolveu uma ontologia anti-reducionista de "aspectos modais", concernente a diversos tipos de significado que são revelados na análise de todas as coisas existentes. Ele considerava tais modos irredutíveis entre si e, ainda assim, indissoluvelmente ligados. Dooyeweerd a princípio sugeriu que havia 14 modos, mas posteriormente postulou 15. A coerência indissolúvel desses aspectos modais é evidenciada por meio de sua relação analógica entre si e, finalmente, em sua concentração na personalidade religiosa central que tem uma relação direta com sua origem: Deus.
A maioria dos artigos publicados e trabalhos em vários volumes de Dooyeweerd apareceu originalmente apenas em holandês. Durante sua vida, esforços já estavam em andamento para tornar seu trabalho disponível para falantes de inglês. A tradução da escrita de Dooyeweerd continua desde 1994 sob a supervisão do Centro Dooyeweerd (veja o link abaixo). Treze livros foram publicados em inglês, incluindo seu magnum opus, De Wijsbegeerte der Wetsidee (1935-1936), que foi revisado e expandido em inglês como A New Critique of Theoretical Thought (1953-1958).
A influência de Dooyeweerd continuou através da Association for Reformational Philosophy e seu jornal Philosophia Reformata, que ele e Vollenhoven fundaram em 1932. O título do jornal é uma espécie de piada filosófica misteriosa, que repristina e muda o significado do título de um livro de 1622, de autoria de Johann Daniel Mylius, Philosophia Reformata, um compêndio da alquimia, então considerado por alguns como uma ciência. Existem também várias instituições em todo o mundo que se inspiram na filosofia de Dooyeweerd.
Dooyeweerd tornou-se membro da Real Academia Holandesa de Artes e Ciências em 1948.
Em um editorial de comemoração publicado no jornal Trouw em 6 de outubro de 1964 por ocasião do 70º aniversário de Dooyeweerd, GE Langemeijer, presidente da Real Academia Holandesa de Artes e Ciências, professor da Universidade de Leiden e procurador-geral de apelação, elogiou Dooyeweerd como "o filósofo mais original que a Holanda já produziu, incluindo Spinoza".

### Publicações em vários volumes
- Dooyeweerd, Herman (1997) [1955], A New Critique of Theoretical Thought, I: The Necessary Presuppositions of Philosophy, Edwin Mellen.
  - Volume II: The General Theory of the Modal Spheres
  - Volume III: The Structure of Individuality of Temporal Reality
  - Volume IV: Index of Subject and Authors (compiled by H. de Jongste)
- Reformation and Scholasticism in Philosophy
  - Volume I: The Greek Prelude
- Encyclopedia of the Science of Law
  - Volume 1: Introduction

### Ensaios, críticas e compilações coletadas
- Christian Philosophy and the Meaning of History
- Essays in Legal, Social, and Political Philosophy
- Roots of Western Culture
- In The Twilight of Western Thought
- Political Philosophy
- Contours of a Christian Philosophy; An Introduction to Herman Dooyeweerd's Thought

## Estudos
- Chaplin, Jonathan (2011), Herman Dooyeweerd: Christian Philosopher of State and Civil Society, Notre Dame.
- Otto, Paul (2005), «In the twilight of Dooyeweerd's Corpus: The Publishing History of In the Twilight of Western Thought and the Future of Dooyeweerd Studies», Philosophia Reformata, 70 (1): 23–40, doi:10.1163/22116117-90000340.

Uma edição especial da revista Axiomathes foi dedicada ao tema "Filosofia e Ciência no Pensamento de Herman Dooyeweerd".
- Clouser, Roy (2010). «A Brief Sketch of the Philosophy of Herman Dooyeweerd». Axiomathes. 20 (1): 3–17. doi:10.1007/s10516-009-9075-2
- Strauss, D.F.M (2010). «The Significance of a Non-Reductionist Ontology for the Discipline of Mathematics: A Historical and Systematic Analysis». Axiomathes. 20 (1): 19–52. doi:10.1007/s10516-009-9080-5
- Strauss, D.F.M (2010). «The Significance of a Non-Reductionist Ontology for the Discipline of Physics: A Historical and Systematic Analysis». Axiomathes. 20 (1): 53–80. doi:10.1007/s10516-009-9081-4
- García de la Sienra, Adolfo (2010). «The Economic Sphere». Axiomathes. 20 (1): 81–94. doi:10.1007/s10516-009-9077-0
- Skillen, James W. (2010). «The Necessity of a Non-Reductionist Science of Politics». Axiomathes. 20 (1): 95–106. doi:10.1007/s10516-009-9076-1
- Schuurman, Egbert (2010). «Responsible Ethics for Global Technology». Axiomathes. 20 (1): 107–127. doi:10.1007/s10516-009-9079-y
- Vasta, Salvatore (2010). «A New "Essential Tension" for Rationality and Culture. What Happens if Politics Tries to Encounter Science Again». Axiomathes. 20 (1): 129–143. doi:10.1007/s10516-009-9082-3

### Introduções ao pensamento de Dooyeweerd
- Clouser, Roy A. (2005). The Myth of Religious Neutrality: An Essay on the Hidden Role of Religious Belief in Theories 2 ed. [S.l.]: University of Notre Dame Press. ISBN 978-0-268-00775-1
- Hommes, Hendrik Jan van Eikema (1982). Inleiding tot de wijsbegeerte van Herman Dooyeweerd. The Hague: Martinus Nijhoff
- Kalsbeek, L. (1976). Contours of a Christian Philosophy: An Introduction to Herman Dooyeweerd's Thought, trans. Bernard Zylstra and Josina Zylstra. Toronto: Wedge Publishing Foundation.
  - Originally published in Dutch as Kalsbeek, L (1970). De Wijsbegeerte der Wetsidee: Proeve van een christelijke filosofie (PDF). Amsterdam: Buijten & Schipperheijn
- Marcel, Pierre-Charles (2013). The Transcendental Critique of Theoretical Thought, trans. Colin Wright. Volume 1 of The Christian Philosophy of Herman Dooyeweerd. Aalten, Netherlands: Wordbridge Publishing.
- Marcel, Pierre-Charles (2013). The General Theory of the Law-Spheres, trans. Colin Wright. Volume 2 of The Christian Philosophy of Herman Dooyeweerd. Aalten, Netherlands: Wordbridge Publishing.
- Spier, J.M. (1954). An Introduction to Christian Philosophy, trans. David H. Freeman. Philadelphia: Presbyterian and Reformed Publishing Company.
  - Originally published in Dutch as Spier, J.M. (1950). Een inleiding tot de wijsbegeerte der wetsidee 4 ed. Kok: Kampen
- Strauss, D.F.M. (2015) Herman Dooyeweerd's Philosophy
  - Provides a more extensive systematic orientation in Dooyeweerd’s philosophy.
- Troost, Andree (2012). What is Reformational Philosophy? An Introduction To The Cosmonomic Philosophy of Herman Dooyeweerd. Jordan Station: Paideia Press. ISBN 978-0-88815-205-3
- Wolfe, Samuel T. (1978). A Key to Dooyeweerd. Philadelphia: Presbyterian and Reformed Publishing Company

### Influências e desenvolvimento
- Henderson, Roger (1994). Illuminating Law: The Construction of Herman Dooyeweerd's Philosophy, 1918 - 1928. Amsterdam: Buijten & Schipperheijn
- Friesen, J Glenn (2003). «The Mystical Dooyeweerd: The Relation of His Thought to Franz von Baader». Ars Disputandi. 3 (1): 16–61. doi:10.1080/15665399.2003.10819763
  - One of the most controversial articles in the literature on Dooyeweerd's intellectual development, Friesen argues that twenty-five key ideas in Dooyeweerd's writings "can already be found in the nineteenth century German philosopher, Franz von Baader".
- Friesen, J. Glenn (2005). «Dooyeweerd versus Vollenhoven: The religious dialectic within reformational philosophy». Philosophia Reformata. 70 (2): 102–132. doi:10.1163/22116117-90000355
- Kraay, John (1979). «Successive Conceptions in the Development of the Christian Philosophy of Herman Dooyeweerd (I)» (PDF). Philosophia Reformata. 44 (2): 137–149. doi:10.1163/22116117-90001335
- Kraay, John (1980). «Successive Conceptions in the Development of the Christian Philosophy of Herman Dooyeweerd (II)» (PDF). Philosophia Reformata. 45 (1): 1–46. doi:10.1163/22116117-90001342
- Strauss, Daniël FM (2004). «Intellectual Influences upon the Reformational Philosophy of Dooyeweerd» (PDF). Philosophia Reformata. 69 (2): 151–81. doi:10.1163/22116117-90000323. Consultado em 9 de junho de 2008.
  - One of the first responses to Friesen (2003), Strauss argues that the idea "there is any direct influence on his [Dooyeweerd's] thought from Von Baader can not be substantiated on the basis of the available sources even though it is not unlikely that he might have been aware of the existence of Von Baader".
- Verburg, Marcel (1989). Herman Dooyeweerd: Leven en werk van een Nederlands christen-wijsgeer. Baarn: Ten Have, translated by Herbert Donald Morton and Harry Van Dyke as Herman Dooyeweerd: The Life and Work of a Christian Philosopher, Jordan Station: Paideia Press, 2015.
- Wolters, Albert, "The Intellectual Milieu of Herman Dooyeweerd", in McIntyre, C.T. (1985), The Legacy of Herman Dooyeweerd: Reflections on Critical Philosophy in the Christian Tradition, University Press of America.